# Breitenbach am Herzberg
Breitenbach am Herzberg, Breitenbach a. Herzberg – miejscowość i gmina w Niemczech, w kraju związkowym Hesja, w rejencji Kassel, w powiecie Hersfeld-Rotenburg.